# 10. sydlige breddekreds
Den 10. sydlige breddekreds (eller 10 grader sydlig bredde) er en breddekreds, der ligger 10 grader syd for ækvator. Den løber gennem Atlanterhavet, Afrika, det Indiske Ocean, Australasien, Stillehavet og Sydamerika.